# Olof Stroh
Olof Stroh, född 7 juni 1918 i Uppsala församling i Uppsala län, död 3 december 1989 i Engelbrekts församling i Stockholm, var en svensk militär och generalsekreterare i Svenska Röda Korset.

## Biografi
Efter studentexamen i Stockholm 1935 avlade Stroh officersexamen vid Krigsskolan 1940 och utnämndes samma år till fänrik vid Norrlands dragonregemente, där han tjänstgjorde 1940–1953 och befordrades till ryttmästare 1948. Han studerade vid Krigshögskolan 1949. År 1953 befordrades han till kapten i Generalstabskåren, varefter han tjänstgjorde vid Skånska pansarregementet 1956–1960, studerade vid Försvarshögskolan 1958 och befordrades till major 1959. Han tjänstgjorde vid Försvarshögskolan 1960–1962 och inträdde 1962 i reserven. Han utnämndes 1973 till överstelöjtnant i reserven. Åren 1960–1978 var han generalsekreterare i Svenska Röda Korset.
Stroh var militär sekreterare i 1955 års parlamentariska försvarsberedning 1955–1958 och expert i 1958 års försvarsledningskommitté 1958–1959 samt hade uppdrag för Världshälsoorganisationen i Marocko 1959–1960 och för internationella Röda Korset bland annat i Indokina 1972–1974. Åren 1981–1982 var han operationschef. Han var sakkunnig i folkrättskommittén 1978–1984.
Olof Stroh invaldes 1960 som ledamot av Kungliga Krigsvetenskapsakademien.
Olof Stroh var son till Alfred Stroh och Signe Bergquist. Han var från 1942 gift med konstnären Vera Frisén.

## Utmärkelser
- Riddare av Svärdsorden, 1958.[5]